# Jean de Heinzelin de Braucourt
Jean de Heinzelin de Braucourt (6 août 1920 — 4 novembre 1998) est un géologue belge.
Il travailla à l'université de Gand et à l'université de Bruxelles, et mena des campagnes de fouilles en Afrique. Il devint célèbre grâce à sa découverte en 1960 des os d'Ishango. Les os exhumés à Ishango par Jean de Heinzelin ont été au centre d’un colloque scientifique, en mars 2007 à Bruxelles, avec pour ambition de décrire leur fonction. Ils ont été trouvés lors de campagnes de fouilles dirigées par ce géologue, en 1950 et en 1959. Il avait proposé des interprétations, pour expliquer des encoches figurant sur ces os. Ces interprétations ont été revues et controversées,.
Amateur de peinture, principalement d'impressionnistes belges, il lègua avant sa mort dix toiles de Louis Crépin, constituant sa collection privée, au Musée Charlier de Bruxelles.